# 阪東自動車
阪東自動車株式会社（ばんどうじどうしゃ、英: BANDO BUS inc.）は、千葉県我孫子市に本社を置くバス事業者。元は独立系のバス事業者として設立されたが、1958年（昭和33年）に東武鉄道の傘下入りした。略称は阪東バス。東武グループのバス事業再編により、現在は東武鉄道系列の朝日自動車グループに属している。
我孫子市および柏市内で乗合バス・特定バス事業を営むほか、千葉県全域と茨城県内一部を営業区域として貸切バス事業を行う。また自治体バスの運行受託も行っている。

## 概要

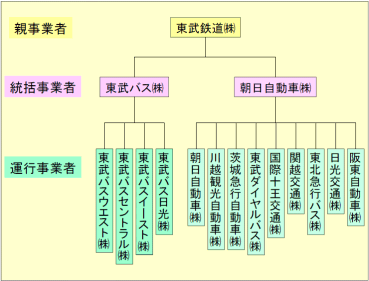
東武鉄道グループのバス事業者（東武ダイヤルバスは2008年に日光交通に統合、東武バスイーストは2021年に東武バスセントラルに統合）

1949年11月15日設立、同年12月28日営業開始。当時の印旛郡本埜村、六合村、宗像村（いずれも現在は印西市）と当時の国鉄の鉄道駅を接続すべく設立された。1958年2月、東武鉄道の傘下入りし、東武グループの一員となる。乗合バスの運行エリアは年を追うごとに西側にシフトしており、現在は印西市からは撤退し主に我孫子市・柏市の2市となっている。
2002年に東武バスが設立され、東武鉄道直営であったバス事業が分社化された。それに引き続き2003年には東武鉄道グループのバス事業者の再編および株式移管が行われ、同グループのバス・タクシー事業者である朝日自動車が地方バス事業者の統括事業者となり、阪東自動車は同社の統括する朝日自動車グループ運行事業者の一つに位置付けられるようになった。
乗合バスのほか、特定バス事業として、天王台駅 - NEC我孫子事業所（我孫子市日の出）間のメールバス、我孫子駅 - 電力中央研究所（我孫子市並木）間の職員輸送チャーターバスを運行している。
2004年に公式ウェブサイトを開設し2008年5月26日にリニューアルした。バス共通カードは従来導入していなかったが、我孫子市の助成により2009年3月7日よりPASMO（各種相互利用ICカードを含む）が導入された。

### 系統番号について
従来は東武バスからの継承路線含め系統番号は一切導入されておらず、公式路線図に示されている数字のみの系統番号は社内管理用であり、方向幕やバス停ポール等には一切表示されていなかった。その後、2016年4月11日より柏駅発着系統で、2017年5月15日より北柏駅発着系統と布佐駅発着系統で、系統番号の使用を開始した。この際に導入された系統番号は東京バス協会方式の漢字+数字2桁のものであった。そして2021年5月31日より、あけぼの山公園入口周辺の系統改廃に伴い同系統でも系統番号が付与されたが、こちらは国土交通省のガイドラインに沿った系統番号（アルファベット2文字+数字2桁）が付された。他の路線については2021年以降も系統番号は案内されていなかったが、2025年8月2日より既に旅客向けの系統番号が案内されている路線を含む全路線で、既存のあけぼの山公園入口関係の系統と同様の国土交通省のガイドラインに沿った系統番号（アルファベット2文字+数字2桁）に統一された。ただし2025年8月2日の系統番号再編においては我孫子市実証運行・我孫子市コミュニティバスは旅客案内向けの系統番号の導入対象外であり後日導入予定とされている。
柏駅東口発着系統は休日日中に限り歩行者天国実施のため柏駅入口発着としていたが、2013年1月20日より休日も柏駅東口発着に変更され、歩行者天国実施中はサンサン通り経由で運行される。また柏駅東口発着系統では、柏まつり開催日には柏駅前ロータリーに入らず臨時バス停発着となるため、2016年の系統番号導入後は「柏××」系統ではなく「祭××」系統に変更して運行され、2025年の系統番号再編後（運行は次の柏まつりが開催される2026年7月より）は「KM××」系統に変更される。

## 本社・営業所
- 本社・我孫子営業所
  - 所在地：我孫子市東我孫子2丁目36番22号
  - 1968年4月に我孫子営業所として新設[1]。
  - JR成田線東我孫子駅のやや西側にあり、東我孫子車庫が併設されている。
- 柴崎車庫
  - 所在地：我孫子市柴崎130-2。JR常磐線天王台駅北側。JR常磐線電留線（松戸車両センター我孫子派出所）の北側に設置された。なお柴崎台にはニュー東豊柴崎営業所がある。
  - 2007年新設。当初は主に中型・小型車が使用し、青山方面、我孫子市民バス「あびバス」の基地として機能していた。その後は大型車が充当される路線でも使用するようになった。
- スポーツセンター前折返場
  - 所在地：我孫子市布佐平和台6丁目8-12
    - 「スポーツセンター前」バス停が最寄りの停留所である。
- あけぼの山公園入口折返場
  - 所在地：柏市布施1240
    - 「あけぼの山公園入口」バス停が最寄りの停留所である。
- 大和団地折返場
  - 所在地：我孫子市中峠
    - 「大和団地」バス停が最寄りの停留所である。
- 慈恵医大折返場
  - 所在地：柏市柏下151
    - 「中央体育館・文化会館入口」バス停が最寄りの停留所である。
- 大津ヶ丘団地折返場
  - 所在地：柏市大津ケ丘3丁目53-2
    - 「大津ヶ丘団地」バス停が最寄りの停留所である。
- 戸張折返場
  - 所在地：柏市戸張
    - 「戸張」バス停が最寄りの停留所である。
- 手賀の杜ニュータウン折返場
  - 所在地：柏市手賀の杜4丁目7-12
    - 「手賀の杜ニュータウン（阪東バス）」「小野塚台（東武バス）」の各バス停が最寄りの停留所である。東武バスセントラル沼南営業所と共用している。

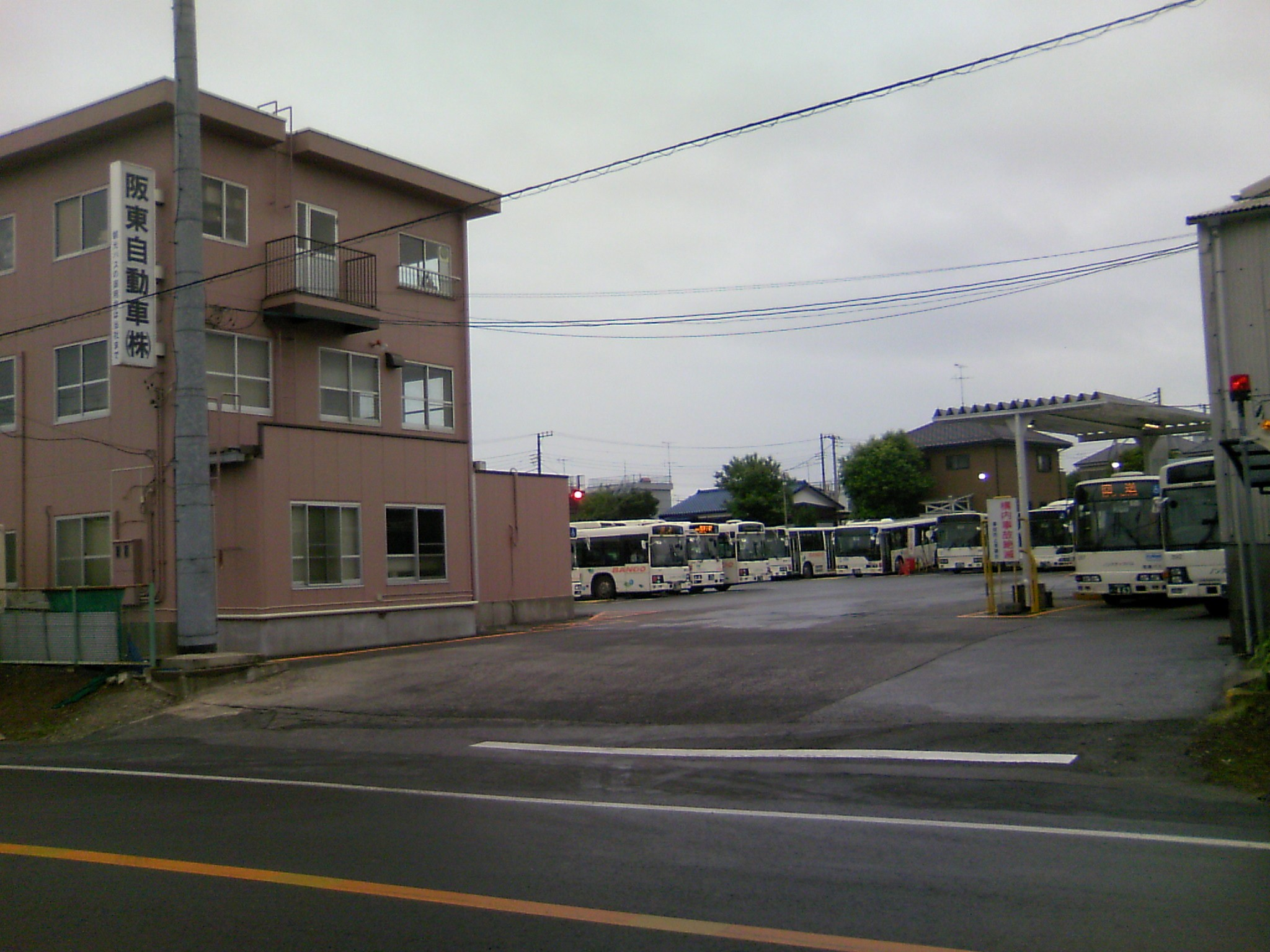
我孫子営業所
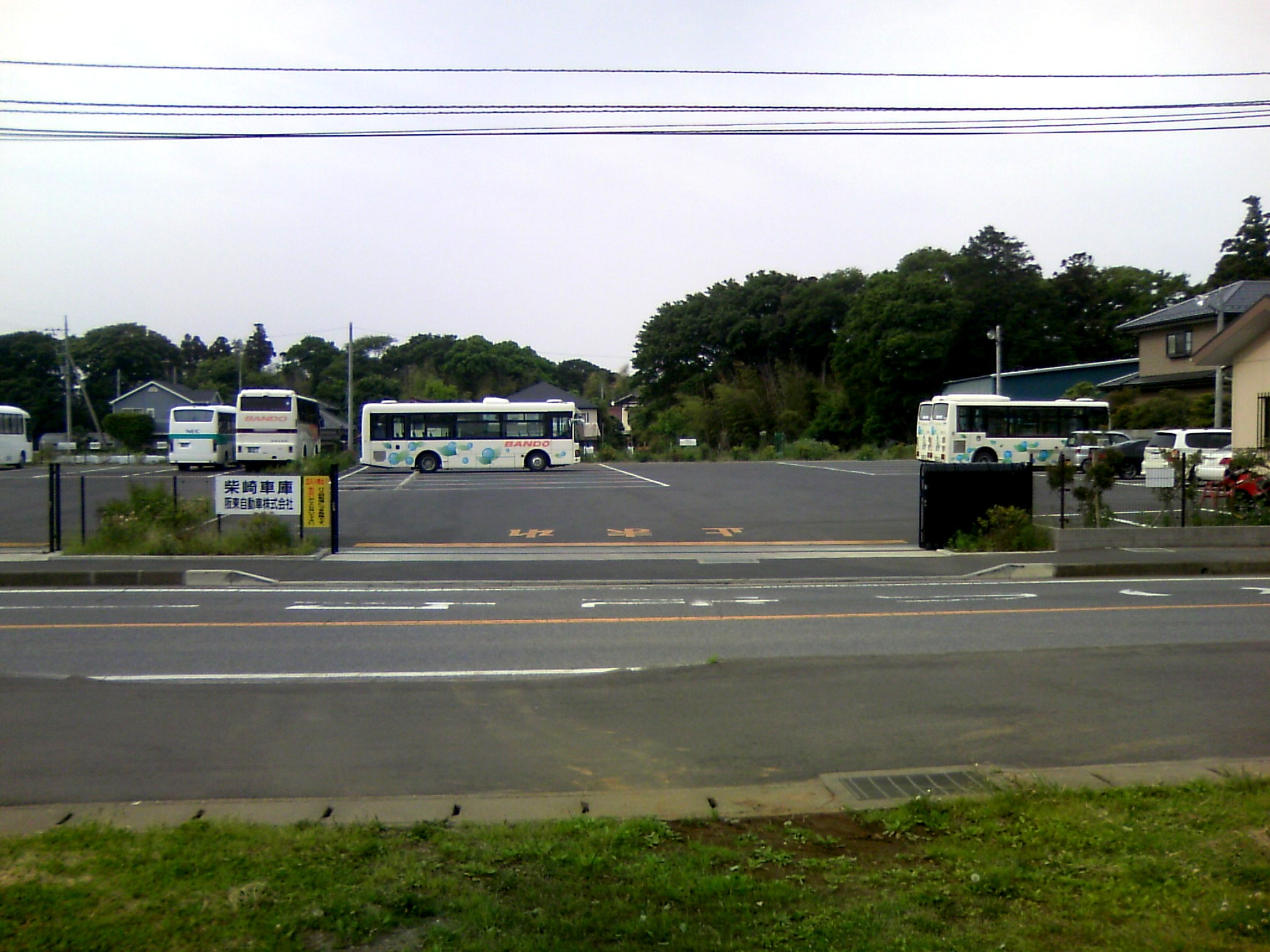
柴崎車庫

### 月極駐車場
月極駐車場を営業している
- 天王台駐車場
  - 我孫子市天王台6-10-60
  - 我孫子営業所の斜め前にある立体駐車場
- 木下駐車場
  - 印西市木下1626-4
  - 旧本社・木下営業所で創業の地。1958年2月の東武鉄道の傘下入り[1][2][3]に伴い、本社は押上へ移転し木下営業所となる。1968年の我孫子営業所新設[1]により木下出張所へ格下げ。1994年3月の佐倉線廃止に伴い営業所機能廃止。

## 沿革

### 創業
1949年11月15日、地元により、本埜村、六合村、宗像村と国鉄成田線の木下駅を接続すべく設立され、村営バス的要素が強い形で、同年12月28日より路線の運行を開始した。創業当時の区間は、木下駅 - 小林駅 - 瀬戸 - 京成佐倉駅 - 国鉄佐倉駅、および木下駅 - 竜腹寺 - 大廻（おおば）- 岩戸である。前者の区間は全く新しいものであるが、後者の区間はもともと京成電鉄が1943年に買収して路線免許を保有していたものを引き継ぐ形となっている。

### 東武グループへ
1958年2月に東武鉄道の傘下入りした。これに伴い、本社も木下（現：印西市）から東武鉄道本社があった東京都墨田区押上へ移転し、木下の旧本社を木下営業所とした。東武鉄道直営当時の東武バスが運行していた木下駅 - 我孫子駅間を引き継ぎ、さらに、西の国立田中療養所（現・市立病院）まで延長を行った。こうして1962年までに下表の路線が整備された。これ以降、阪東自動車は営業の主体が我孫子市側に移っていき、隣接する東武鉄道バスとの路線調整を何度も行うこととなる。
| No. | 起点           | 経過地     | 終点           | 粁程   | 運賃 | 運行回数 | 備考                                          |
| --- | -------------- | ---------- | -------------- | ------ | ---- | -------- | --------------------------------------------- |
| 1   | 木下駅前       | 瀬戸、仲町 | 国鉄佐倉駅     | 23.405 | 95   | 7        |                                               |
| 2   | 木下駅前       |            | 瀬戸           | 14.00  | 55   | 2        |                                               |
| 3   | 小林駅         | 瀬戸、仲町 | 国鉄佐倉駅     | 18.205 | 75   | 1        |                                               |
| 4   | 小林駅         |            | 瀬戸           | 8.80   | 35   | 1        |                                               |
| 5   | 木下駅前       | 我孫子     | 国立田中療養所 | 19.20  | 75   | 9        |                                               |
| 6   | 国立田中療養所 |            | 我孫子駅       | 3.60   | 15   | 片2      |                                               |
| 7   | 我孫子駅       |            | 木下駅前       | 15.400 | 65   | 1        |                                               |
| 8   | 我孫子駅       |            | 県営渡船場     | 0.70   | 10   | 3        |                                               |
| 9   | 我孫子駅       | 柴崎       | 我孫子駅       | 8.97   | 40   | 右5、左5 |                                               |
| 10  | 木下駅前       | 大丈       | 岩戸           | 11.00  | 45   | 5        | 大丈=大廻                                     |
| 11  | 岩戸           | 遠蓮       | 仲の台         | 13.85  | 55   | 1        |                                               |
| 12  | 岩戸           | 遠蓮       | 瀬戸           | 8.658  | 35   | 1        |                                               |
| 13  | 仲の台         | 若町       | 木下駅前       | 16.85  | 70   | 1        |                                               |
| 14  | 木下駅前       | 若町       | 瀬戸           | 11.65  | 50   | 片1      |                                               |
| 15  | 瀬戸           |            | 仲の台         | 5.20   | 25   | 1        |                                               |
| 16  | 木下駅前       | 安食       | 瀬戸           | 20.40  | 70   | 2        |                                               |
| 17  | 仲の台         | 瀬戸       | 国鉄佐倉駅     | 14.605 | 50   | 2        |                                               |
| 18  | 京成佐倉駅     | 仲町       | 仲の台         | 12.24  | 45   | 1        |                                               |
| 19  | 瀬戸           | 仲町       | 国鉄佐倉駅     | 9.405  | 40   | 片1      |                                               |
| 20  | 国鉄佐倉駅     | 仲町       | 京成佐倉駅     | 2.365  | 10   | 片9      |                                               |
| 21  | 京成佐倉駅     | 市役所上り | 国鉄佐倉駅     | 1.99   | 10   | 片8      | 今の栄町・新町経由 当時の市役所は場所が異なる |
| 22  | 京成佐倉駅     | 蕪木町     | 国鉄佐倉駅     | 2.79   | 10   | 片1      | 蕪木町=鏑木町 詳細不明                        |

### 団地路線の拡大
1968年（昭和43年）4月に我孫子営業所を東我孫子に新設し、乗合バス・貸切バスの営業所とした。これに伴い、木下営業所を木下出張所とした。翌1969年には湖北駅南側に湖北台団地ができ、同駅からの循環バスの運行を開始した。さらに1970年4月には路線を延長し、湖北駅 - （役場前または第一小学校）- 我孫子駅入口 - （第一小学校または役場前）- 東我孫子車庫という路線となり、湖北台団地と我孫子駅がつながった。1969年1月23日には柏駅西口 - 船戸木戸が開通している。このとき東武グループでは初めての整理券発券機を搭載したワンマン車両が投入された。従来は我孫子から田中側へ至る路線しかなかったが、この線の開通により柏駅方面へも手を広げるようになった。
阪東自動車が以上のような状況だった中、東武鉄道の我孫子へのバスは、1936年に買収した栄自動車から引き継いだ柏駅 - 我孫子駅線を引き続き運行していた。1968年には東武により、我孫子駅 - 並塚 -（手賀大橋）- 岩井 - 手賀線が開通したが、わずか3年で廃止となっている。東武鉄道の我孫子市内のバスは以上の2路線だけであった。
1971年4月20日に常磐線各駅停車と営団地下鉄千代田線が相互乗り入れを開始し、綾瀬駅 - 我孫子駅間が複々線として使用開始されると同時に天王台駅が開業した。これにより上野駅方面の電車は快速（常磐快速線）となって都心へのアクセスが向上し、柏駅・我孫子駅周辺が通勤圏として急速に注目され始めた。阪東自動車が天王台駅に乗り入れたことで常磐線へのアクセスが飛躍的に便利になった。ただし天王台駅に乗り入れ後も同駅非経由の便もあったようである。こうした経緯により、1971年頃までには阪東自動車は我孫子市内のバス営業をほぼ独占的に行うようになり、同市内を重点的に運行することがしばらく続いた。

### 運行エリアの広域化
前述の1970年代初頭までのバス路線網の拡張は、柏 - 我孫子 - 湖北 - 木下という、おおむね国道6号と国道356号に沿ったものであった。1970年代後半になると、これとは全く独立した地域にも路線が新設されるようになる。
まず、1978年に柏駅東口 - 大津ヶ丘団地線の運行が始まる。柏駅東口のバス路線は、1955年前後に新京成電鉄が少数便乗り入れていたことを除けば、東武鉄道が独占的に路線を巡らせていたが、この路線の新設で2社の乗り入れとなった。このことは、のちに東武鉄道のバス路線再編で柏駅東口発着路線のいくつかが阪東へ移管される布石となった。
その後、1986年に布佐駅南口 - スポーツセンター前線の開通、および、つくし野循環線の三井団地への経路延長、1987年の北柏駅 - 慈恵医大柏病院線、および、天王台駅北口 - 川村学園女子大学線の開通と、ローカル路線が様々な場所に新設されていった。これらの路線はいずれも運行頻度が高く、同社の路線網は鉄道路線と並行する輸送から、同業他社と同じように鉄道駅を南北に結ぶ垂直輸送へと変化していった。

### 印旛地区からの撤退

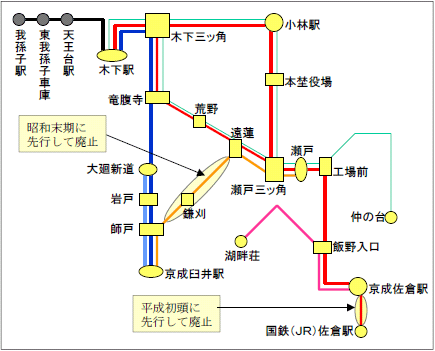
印西出張所の所轄バス路線（昭和末期）

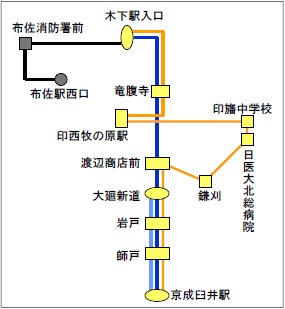
佐倉線と印西出張所廃止後の木下駅付近の路線

我孫子営業所が受け持つ我孫子市と沼南町（現：柏市）の路線が急速に発展したのに比べ、東側の木下出張所が受け持つ印旛地区の路線はほとんど発展しなかった。当地区では中央部で千葉ニュータウンの造成が決定し、当初の計画では住宅が多数建設される予定となり新路線ができる可能性もあった。ところがその後に千葉ニュータウン自体が計画縮小となり、また計画変更後の造成も進まず人口も予定通り増えなかった。さらに国鉄成田線の増発が進んだことで、我孫子 - 木下間の通し運行といった長距離輸送の需要も少なくなってきた。
阪東自動車ではこのため、印旛地区のバス路線を整理することとした。まず昭和末期に師戸 - 鎌刈 - 遠蓮間が廃止された。佐倉線についても乗客が少なかったため、平成初頭に京成佐倉駅 - JR佐倉駅間の廃止が先んじて行われ、1994年3月には残りの木下駅 - 京成佐倉駅、瀬戸三ッ角 - 竜腹寺、仲の台 - 六合小学校、飯野入口 - 湖畔荘も廃止された。路線廃止地域のうち仲の台では、付近に学校がなかったため小学生の通学のための路線バスが必要だったが、1990年に印西市立平賀小学校が開校する少し前に、京成電鉄（現：ちばグリーンバス）が京成酒々井駅からバス路線（学園台線）を新設したことで役目を終えた。
1994年3月の佐倉線廃止に伴い木下出張所は廃止され、印旛地区で唯一残った臼井線は東我孫子車庫へ移管された。東我孫子車庫への回送のため、木下から西側は木下駅入口 - 布佐駅南口線を運行し東我孫子車庫と間接的に接続するようするよう経路変更された。また同時に木下駅停留所も廃止され駅への乗り入れを終了し、臼井線用の代替停留所として国道上に「木下駅入口」停留所が設けられた。
臼井線は印旛沼より南側では乗客が比較的多くラッシュ時を中心に折返便も運行されていたが、1997年に廃止された。これに伴い出入庫線同然であった木下駅入口 - 布佐駅南口線も廃止され、阪東自動車の路線網の東端は布佐駅南口となり、阪東自動車は創業の地であった印旛地区から撤退した。
また1990年代初頭には、北総鉄道印西牧の原駅の開業、日本医科大学千葉北総病院の開業もあったため、これらを経由する便も開通した。木下を出て印西牧の原駅へ乗り入れ、その後に国道へ入り、印旛村役場・日本医大千葉北総病院を経由し、鎌刈付近の新道を通って渡辺商店（岩戸付近）で合流する、という複雑なルートを取っていた。しかしこのルートは1往復しか運行されず利便性にはほとんど寄与しなかった。臼井線の廃止によりこのルートも1997年に廃止された。なお、岩戸 - 印旛中学校間は東洋バスも走っていたが、東洋バスの路線も1999年に廃止されている。
1998年4月1日に、佐倉交通による臼井駅 - 八幡台団地線と、大成交通による臼井駅 - 印西牧の原駅線が運行開始された。2000年の印旛日本医大駅開業に伴い、印西市がコミュニティバス「印西市ふれあいバス」として印旛日本医大駅を発着する路線を整備した。印西市ふれあいバスはちばレインボーバスに運行委託しているが、阪東自動車がかつて印旛地区で運行していた路線網を代替する形となっている。

### 東武との路線再編
阪東自動車は創業の地である印旛地区から撤退する一方で、我孫子市、柏市、沼南町（2005年3月28日に柏市へ合併）で路線を拡張していったが、東武鉄道のバス路線との間で路線再編がいくつか行われた。
まず最初に行われたのが三井団地における路線再編である。三井団地は柏市布施新町にあり、東端は我孫子市との市境である。全域が柏市であるため、まず1976年に東武鉄道が柏駅西口・北柏駅 - 三井団地での運行を開始した（のち北柏駅発着便は廃止）。布施新町は我孫子駅にも近かったため、阪東は当初、我孫子駅から布施新町に隣接する久寺家地区までの路線を運行していたが、数度の路線変更ののち、1986年に三井団地停留所まで達した。その結果、布施新町地区から鉄道駅に出るには我孫子駅の方が便利になった。一方で、阪東は柏駅西口から根戸を経由して船戸木戸までの路線を有していたが、この区間は東武鉄道が頻繁にバスを運行しており、阪東としての独自区間が全くなかったため必然性は高くなかった。
以上の事情から、1998年4月1日に阪東は我孫子駅北口 - 三井団地線を布施新町全域まで延長し増便を行った。これに伴い、東武鉄道は柏駅西口 - 三井団地線と布施線を存続したものの大幅減便を行った。一方、船戸木戸方面については全便を東武鉄道が運行することとし、阪東は柏駅西口 - 船戸木戸線の運行を取りやめた。変則的な路線交換と言えるが、これにより阪東は北柏駅入口 - 柏駅西口に路線を持たなくなった。

東武鉄道は1980年代から地方バス路線の再編を進め、1990年代には地方路線の系列会社への移管を進めてきた。それでもバス事業の経営改善には至らなかったため、2000年代にはバス事業の抜本的な改革を行い、2002年に東武バス株式会社を設立し東武鉄道直営のバス事業を分社化した。
2002年2月28日には東武鉄道グループの貸切バス専業会社キング観光バス（千葉県船橋市）が貸切事業を廃止の上、阪東自動車に吸収合併され、阪東自動車がキング観光バスの従業員を引き受けている。
また、東武鉄道が運行していた柏駅東口 - 戸張線と、北柏駅 - パークシティ守谷線が、2002年4月1日付で阪東自動車へ移管された（北柏駅 - パークシティ守谷線は2005年10月31日で撤退）。これと同時に、当該系統でのバス共通カードの利用が、一切不可となった。翌2003年、阪東自動車は朝日自動車グループの運行事業者と位置づけられ、現在に至る。

### ニュー東豊との競合と深夜帯の運行拡大
従来は我孫子市内のバス路線は阪東自動車の独占状態であったが、2000年代に行われたバス事業の規制緩和により、我孫子市内のタクシー会社ニュー東豊が、2006年9月より阪東が運行しない深夜帯に参入、同年10月には日中帯にも参入し、天王台駅 - 川村学園・湖北駅間で競合するようになった。
阪東では夜間の運行は駅発22時 - 23時台までであったが、これに対抗して2008年5月26日からは、我孫子駅、天王台駅発23時 - 24時台が積極的に運行されるようになった。また深夜運賃の増額はせず価格面でも対抗した。さらに同年10月1日からは、柏駅東口 - 大津ヶ丘団地間でも23時 - 24時発のバスが運行されるようになった。これに合わせて柏駅入口バス停が休日用の柏駅入口バス停側に移動し、平日の柏駅東口発全便が渋滞の多い旧水戸街道経由から柏郵便局経由に経路変更された（柏駅東口着便については経路変更なし）。その後、新たに2009年3月2日からは、NEC日本電気前 - 湖北駅南口線が平日のみ運行開始された。
なお、ニュー東豊の深夜バスは2008年10月24日、一般路線バスについても2009年2月18日をもって運行を終了している。
また、阪東では2025年8月2日より深夜割増運賃を導入。

### 年表
- 1949年（昭和24年）
  - 11月15日：阪東自動車を設立[1][2][3]。
  - 12月28日：阪東自動車が営業開始[1]。
- 1958年（昭和33年）2月：東武鉄道の傘下入りする[1][2][3]。これに伴い、本社を木下から東武鉄道本社のある押上へ移転、旧本社を木下営業所とする。
- 1968年（昭和43年）4月：我孫子営業所を東我孫子に新設[1]。木下営業所を木下出張所へ格下げ。
- 1969年（昭和44年）2月：柏駅西口 - 船戸木戸間の路線を開業[14]。また同年には、湖北駅 - 湖北台団地循環を運行開始[3]。
- 1970年（昭和45年）4月：湖北駅 - 並塚 - 役場前（我孫子町役場、現：我孫子市役所） - 中央公民館 - 駅前十字路 - 東我孫子車庫線、湖北駅 - 並塚 - 一小前 - 駅前十字路 - 中央公民館 - 役場前 - 東我孫子車庫線を開業[15]。
- 1978年（昭和53年）3月31日：柏駅 - 大津ヶ丘団地 - 東我孫子車庫間の路線を開業[14]。
- 1984年（昭和59年）3月12日：天王台駅 - 中央学院高校線、湖北駅 - 外回り - 天王台 - 第一小学校 - 我孫子線を新設[16]。
- 1986年（昭和61年）
  - 3月21日：つくし野循環線を三井団地まで延長し、我孫子駅 - つくし野 - 三井団地、我孫子駅 - 久寺家 - 三井団地とする[16]。
  - 10月1日：布佐駅南口 - スポーツセンター前線を新設[16]。我孫子駅 - 東我孫子車庫 - 天王台駅 - 木下駅線が布佐駅南口へ乗り入れ開始[16]。
- 1987年（昭和62年）6月12日：慈恵医大柏病院 - 北柏駅 - 東我孫子車庫線を新設[16]。同年、天王台駅北口 - 川村学園女子大学線を新設[16]。
- 1988年（昭和63年）5月15日：天王台駅北口 - 川村学園女子大学線を大和団地まで延長[16]。6月には深夜バスを柏駅東口 - 大津ヶ丘団地線で運行開始[16]。
- 1994年（平成6年）3月：柏駅西口 - 北花崎線、木下駅入口 - 小林駅 - 京成佐倉駅線などを廃止[16]。これに伴い、旧本社であった木下出張所を廃止。
- 1997年（平成9年）：臼井線を廃止、創業の地であった印旛地区から撤退。
- 2007年（平成19年）：天王台駅北側に柴崎車庫を新設。
- 2011年（平成23年）10月1日：我孫子市民バス「あびバス」根戸ルートの実証運行を開始[17]。阪東自動車が運行を受託した[17]。2012年9月30日をもって受託終了、本格運行開始時には他社へ委託された（詳細は「あびバス」を参照）。
- 2016年（平成28年）4月11日：柏駅発着系統で同社初となる系統番号（旅客案内向け）の使用を開始。
- 2017年（平成29年）5月15日：北柏駅発着系統と布佐駅発着系統で系統番号（旅客案内向け）の使用を開始。
- 2021年（令和3年）5月31日：我孫子駅北口発着系統で系統番号（旅客案内向け）の使用を開始[8]。
- 2025年（令和7年）8月2日：系統番号（旅客案内向け）を再編し全路線（我孫子市受託運行を除く）に拡大[10][11]。深夜バスにおいて割増運賃を順次導入開始[13]。

## 現行路線
カッコ内の系統番号は2025年8月1日までの旅客案内上の系統番号。カッコ書きがない系統は2025年8月2日に旅客案内上の系統番号を設定、またはそれ以降の新設系統。

### 布佐スポーツ線、布佐新木線
- FM71（布71）：布佐駅南口 - スポーツセンター前(布佐スポーツ線)
- FM72（布72）：布佐駅南口 - スポーツセンター前 - 新木駅南口(布佐新木線)

阪東で最も東側を走る路線で、布佐駅から新木駅の間を成田線の南側に沿って走る。木下駅への乗り入れをとりやめた現在、布佐駅南口は阪東の最東端の停留所となっている。
平和不動産による宅地開発の先行していた布佐駅南口 - スポーツセンター前が1986年10月1日に先に開通し、その後新木駅南側土地区画整理の進展に合わせて新木駅側に到達したのは2002年3月11日である。また朝夕の2便、新木スポーツセンター線（6）が新木駅南口 - スポーツセンター前700mの営業路線として存在したが2013年5月11日のダイヤ改正で消滅した。

### 車庫我孫子線
- AB14：東我孫子車庫 - 市役所 - 我孫子駅

我孫子駅から東側に至る路線は、もともと我孫子駅 - 木下駅を筆頭に我孫子駅 - 湖北駅南口、我孫子駅 - 布佐駅西口といった東我孫子以東に直通するものが比較的多くあった。しかし、現在は天王台駅をまたいで乗車する乗客がほとんどなく、天王台我孫子線（10）も廃止されたため我孫子駅発着便は（20（現・AB16）、21（現・AB11）を除いて）ほとんどが東我孫子車庫で折り返しとなっている。我孫子駅入口 - 並塚間は市役所経由（8（現・AB14））と第一小学校経由（7）の2ルートがあった。第一小学校経由（7）は2011年に廃止された（手賀沼花火大会開催時等の迂回運行はある）。一部便が博物館線（9）として運行されていた時期もあったが、2021年に休止した。
2022年4月25日に、従来の公園坂通りを経由するルートから、新たに開通した都市計画道路手賀沼公園・久寺家線を経由するルートとなった。それに伴い手賀沼公園坂上バス停が新設された。

### 北口あけぼの線
- AK31（AK31）：我孫子駅北口 - 我孫子ビレジ - あけぼの山公園入口

我孫子駅北口から真北のつくし野地区に向かい、柏市と我孫子市の境の三井団地停留所、布施新町地区を通り、柏市布施のあけぼの山公園入口まで至る路線である。つくし野付近については、我孫子ビレジを経由するものと、つくし野入口を経由するものがあるが、前者の方が本数が多い。2021年5月31日より11（現・AK31）、12（現・AK32）の一部の便があけぼの山農業公園へ延伸（開園日のみ）された。
この線はもともと我孫子駅北東部のみを通る路線だったものが、幾度かの路線変更を経て西側にシフトして今に至っている。最初の路線は、開通年月日こそ不明であるが、我孫子駅（南口）から寿一丁目、久寺家道を経由して二階堂高校に至る線である。
その後、つくし野地区の街開きにより、二階堂高校線は我孫子駅（南口）- あきにれ並木通り - 中央学院大学 - 我孫子駅（南口）にルートを変更し、つくし野循環線となった。1976年には布施新町の三井団地が街開きし、これは東武により路線が運行された。当初は柏駅西口と北柏駅の双方から路線が出ていた（北柏発着便はのちに廃止）。
1986年3月1日に、つくし野循環線が三井団地停留所まで延長された。循環線の停留所を廃止せずに延長したため、南まわりのつくし野入口経由便と北まわりの中央学院大学経由便の2ルートとなった。ただし後者の本数は非常に少なく、後に廃止されている。
1999年4月1日に、我孫子駅北口にバスターミナルが整備されたことに伴い、阪東の線は同ターミナルを始発とし、大部分の便が三井団地方面により短いルートとなる我孫子ビレジ経由となった。三井団地よりさらに西の布施新町地区を経由してあけぼの山公園入口停留所まで延長された。また、本数も5割増しになった。このルート延伸により東武の並行路線である、柏駅西口 - 布施弁天・三井団地線は大幅に減便された。2014年8月には更に減便され、布施弁天・三井団地行きともに東武バスの路線は1日5往復となった。更に2025年4月にはあけぼの山農業公園行きが新設される一方で、この路線及び布施弁天・三井団地行きいずれも1日1往復のみと、事実上の免許維持路線化している。
2021年5月31日よりAK33、AK34（我孫子駅北口 - あけぼの山農業公園）を新設すると同時に土休日最終便のみ運行されていた13が廃止された。
2025年6月1日にAK32とAK34が廃止。

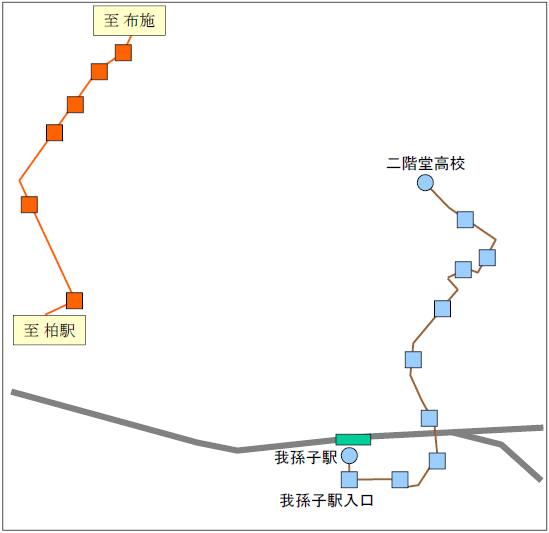
北口あけぼの線の変遷1（二階堂高校線開通）
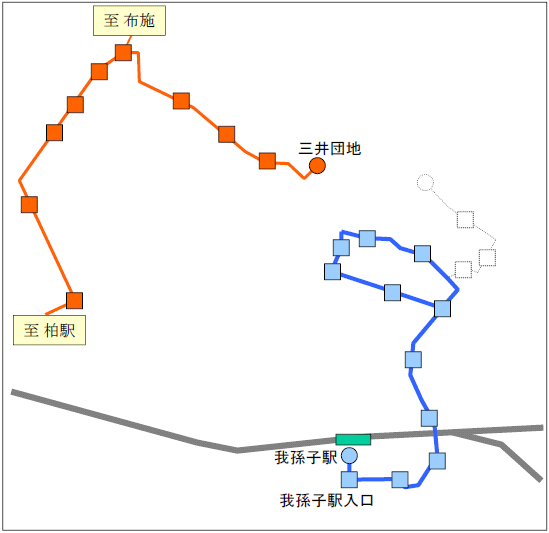
北口あけぼの線の変遷2（つくし野循環線に変更）
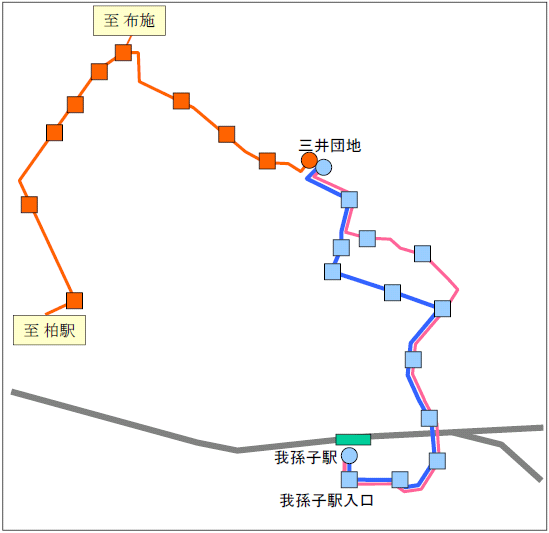
北口あけぼの線の変遷3（三井団地に延長）
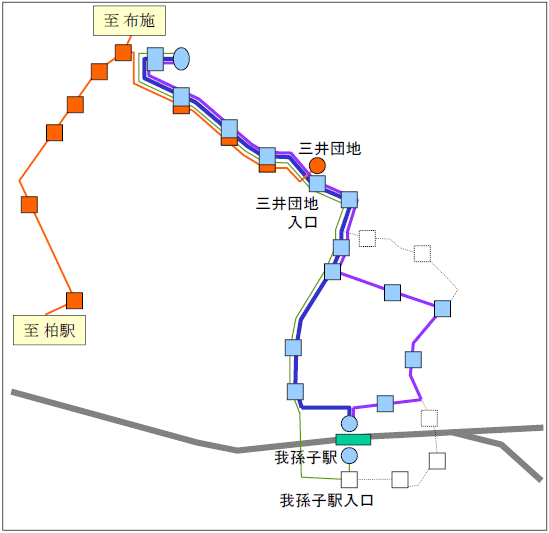
北口あけぼの線の変遷4（あけぼの山公園入口への延長）

### 湖北我孫子線、車庫湖北線、天王台湖北線
- TN29：湖北駅南口 - 湖北台八丁目 - 中央学院高校 - 東我孫子 - 天王台駅 - 東我孫子車庫(車庫湖北線)
- TN24：湖北駅南口 - けやき通り - 中央学院高校 - 東我孫子 - 天王台駅 - 東我孫子車庫(車庫湖北線)
- TN26：湖北駅南口 - 湖北台八丁目 - 中央学院高校 - 東我孫子 - 天王台駅(天王台湖北線)
- TN21：湖北駅南口 - けやき通り - 中央学院高校 - 東我孫子 - 天王台駅(天王台湖北線)
- AB16：湖北駅南口 - 湖北台八丁目 - 中央学院高校 - 東我孫子 - 天王台駅 - 東我孫子車庫 - 市役所 - 我孫子駅(湖北我孫子線)
- AB11：湖北駅南口 - けやき通り - 中央学院高校 - 東我孫子 - 天王台駅 - 東我孫子車庫 - 市役所 - 我孫子駅(湖北我孫子線)

湖北駅という鉄道駅の目の前に位置する湖北台団地であるが、湖北駅が所属するJR成田線我孫子支線が便利とは言えない路線のため、湖北台団地からJR常磐線の天王台駅までのアクセスを主目的とする路線である。湖北駅〜天王台駅・東我孫子車庫間を運行する系統がメインで、天王台駅をまたいでの利用が少ないこともあって我孫子駅まで足を伸ばす便の本数は多くない。湖北駅付近は湖北台団地を一巡りする外回り（けやき通り経由、現系統番号の下一桁が1または4）と、短絡ルートをとる内回り（湖北台八丁目経由、現系統番号の下一桁が6または9）との2経路がある。外回りの方が乗客が多く、本数に圧倒的な差がある。
かつては17（現・TN26）の区間便といえる14や、20（現・AB16）を第一小学校経由にした19も存在したが、すでに廃止されている。

### 直行スクール
- TN22：中央学院高校⇔天王台駅

月曜日 - 土曜日のうち開校日のみ運行。

### 川村学園線
- TK61：川村学園女子大学 - NEC日本電気前 - 天王台駅北口

天王台駅北口を発車し、途中で常磐線と交差して川村学園に至る。大部分の便が川村学園での折返便である。朝や夜間はNEC日本電気前止めの便が運行されるようになり、我孫子事業所の正門前で折り返す便もある。川村学園とNECの事業所への通学・通勤需要が大きく、またその手前には新住宅も多数あるということで、朝夕の運行本数が大変多い。

### 北柏慈恵線、車庫慈恵線
- KK82（北柏82）：東我孫子車庫 - 第一小学校 - 根戸 - 北柏駅 - 慈恵医大柏病院(車庫慈恵線)(平日のみ)
- KK81（北柏81）：北柏駅 - 慈恵医大柏病院(北柏慈恵線)

北柏慈恵線は北柏駅と慈恵医大柏病院との間の運行で、距離が近いために途中バス停は設置されていない。車庫慈恵線は東我孫子車庫 - 北柏駅 - 慈恵医大柏病院の通し運行で、出庫便が3便と入庫便が2便の設定である。途中で我孫子駅前の通りを通るものの、同駅には乗り入れない。また、東我孫子車庫を発着する系統としては現在唯一となる第一小学校経由である。東我孫子車庫発着便は2024年9月より平日のみの運行となっている。

### 柏大津線、柏車庫線
- KH54（柏54）：柏駅東口→葉山→第五小学校→新中井→大津ヶ丘団地→沼南庁舎バス乗継場→東我孫子車庫(柏車庫線)
- KH55（柏55）：柏駅東口→葉山→第五小学校→新中井→大津ヶ丘団地(柏大津線)
- KH54（柏54）：柏駅東口→サンサン通り→葉山→第五小学校→新中井→大津ヶ丘団地→沼南庁舎バス乗継場→東我孫子車庫(柏車庫線)
- KH55（柏55）：柏駅東口→サンサン通り→葉山→第五小学校→新中井→大津ヶ丘団地(柏大津線)
- KH54（柏54）：東我孫子車庫→沼南庁舎バス乗継場→大津ヶ丘団地→新中井→第五小学校→東上町→柏駅東口(柏車庫線)
- KH55（柏55）：大津ヶ丘団地→新中井→第五小学校→東上町→柏駅東口(柏大津線)

柏駅東口を発着するようになった最初の路線で、ほとんどの区間が国道16号線上にある。16号線を走るようになったのは、旧道に東武が路線を有しており、これと乗客を分離するための措置というのもあるが、結果的には高速に走行することができるようになり、利便性が高くなっている。2006年より、国土交通省千葉国道事務所「道路見える化計画」により、16号線区間の停留所においてバス停車帯が整備されてきている。
2013年1月19日までは29（現・KH54）、30（現・KH55）は柏駅東口発サンサン通り経由ではなく柏駅入口発だった。上下線で経路が異なり、大津ヶ丘団地方面行きは葉山回り、柏駅東口行きは東上町回りで運行される。
出入庫線は当初より東我孫子車庫発着大津ヶ丘団地経由で運行されており、のちに入庫の一部が41（現・KH55）として大津ヶ丘団地経由沼南庁舎バス乗継場止まりで深夜のみ運行されるようになった。大津ヶ丘団地経由沼南庁舎バス乗継場止まりは新型コロナウイルスのため2020年4月27日よりしばらく運行を休止していたが、現在は下りの最終時間帯に運行されている。設定当初より一貫して東我孫子車庫発着も沼南庁舎バス乗継場止まりも運行本数は多くないうえ、出入庫車両の運用であるため、ダイヤがいびつである。東我孫子車庫 - 大津ヶ丘団地の折返便は設定歴がない。また、大津ヶ丘団地発では大津ヶ丘団地 - 大津ヶ丘1丁目間は初乗り区間となり整理券は不要だが、東我孫子車庫発のバスでは途中区間になるため整理券を取らなくてはならない。
沼南庁舎バス乗継場は、時間帯によって庁舎構内乗入れ便（「沼南庁舎バス乗継場内」停車）と非乗入れ便（「沼南庁舎バス乗継場外」停車）がある。
前述のとおり、柏まつり臨時運行実施時は「KH54（旧・柏54）」・「KH55（旧・柏55）」ではなく「KM54（旧・祭54）」・「KM55（旧・祭55）」として運行される。

### 柏戸張線
- KH53（柏53）：戸張 - 第五小学校 - 葉山 - 柏駅東口
- KH53（柏53）：柏駅東口→サンサン通り→第五小学校→葉山→戸張

戸張線は柏駅の真東の戸張に至る路線である。朝夕には日本体育大学柏高等学校に向かう学生の利用が多い。独自区間の道路が狭隘なのが特徴である。終点の戸張停留所は三叉路上に設けられており、停留所を柏駅方からみて時計回りに転回し、折り返す。また、終点のひとつ前、「日体大柏高校入口」バス停と戸張は数十メートルしか離れていない。東武鉄道により1965年に開設されたが、2002年4月1日より阪東が引き継いで運行している。阪東に移管したことにより、バス共通カードが使用できなくなったが、その見返りとして運賃が値下げされた。なお、東武時代の戸張線は系統番号が柏21と付与されていたが阪東自動車移管時に引き継がれず、他の路線と同様に2016年4月11日までは系統番号は案内されていなかった。
36（現・KH53）は2013年1月19日までは柏駅東口発サンサン通り経由ではなく柏駅入口発だった。
前述のとおり、柏まつり臨時運行実施時は「KH53（旧・柏53）」ではなく「KM53（旧・祭53）」として運行される。

### 柏慈恵線
- KH51（柏51）：慈恵医大柏病院 - 柏ふるさと公園入口 - 東上町 - 柏駅東口
- KH51（柏51）：柏駅東口→サンサン通り→東上町→柏ふるさと公園入口→慈恵医大柏病院

2003年10月1日に柏ふるさと大橋の途中から橋下の柏下地区へ下る市道が開通したことに伴い、同年10月11日から柏駅東口と慈恵医大柏病院を結ぶ路線として開通した。柏下地区には同病院の他に、柏市民文化会館、柏市中央体育館、柏健康管理センター、柏保健センター、柏市保健勤労会館、柏ふるさと公園等、公共施設が多数並んでいる。これらの施設に市の中心駅である柏駅から直接行けるようになった。
2008年10月1日より往復とも葉山経由から東上町経由に変更となり、31（現・KH54）、32（現・KH55）、33、34のバス停として上り方向（柏駅東口・柏駅入口方面）のみだった桜台と東上町に下り方向（慈恵医大柏病院方面）のポールも新設された。2010年5月10日より日中はこの系統を振り替える形で48（現・KH52）、49に移行したが現在は平日のみに縮小され、休日運行の49は40（現・KH51）に統合された。当初は区間便の設定はなかったが、のちに朝の出庫便として50（現・KH51）が柏ふるさと公園入口発の上りのみ設定され、現在は往復の両方向で設定されている。
40（現・KH51）は2013年1月19日までは柏駅東口発サンサン通り経由ではなく柏駅入口発だった。
柏ウェルネス線は、2010年5月10日より39（現・KH51）、40（現・KH51）の主に日中帯の便が、柏市健康福祉センター(ウェルネス柏)まで延長され新設された。途中に柏市民文化会館前バス停が設置。2015年1月13日のダイヤ改正でウェルネス柏行は平日の一部の便のみとなり、土休日はすべての便が慈恵医大柏病院止まりとなり、土休日のウェルネス柏行は廃止された。
前述のとおり、柏まつり臨時運行実施時は「KH51（旧・柏51）」ではなく「KM51（旧・祭51）」として運行される。

### 柏沼南線
- KH55（柏55）：柏駅東口→葉山→新中井→大津ヶ丘団地→沼南庁舎バス乗継場

### 湖南台線

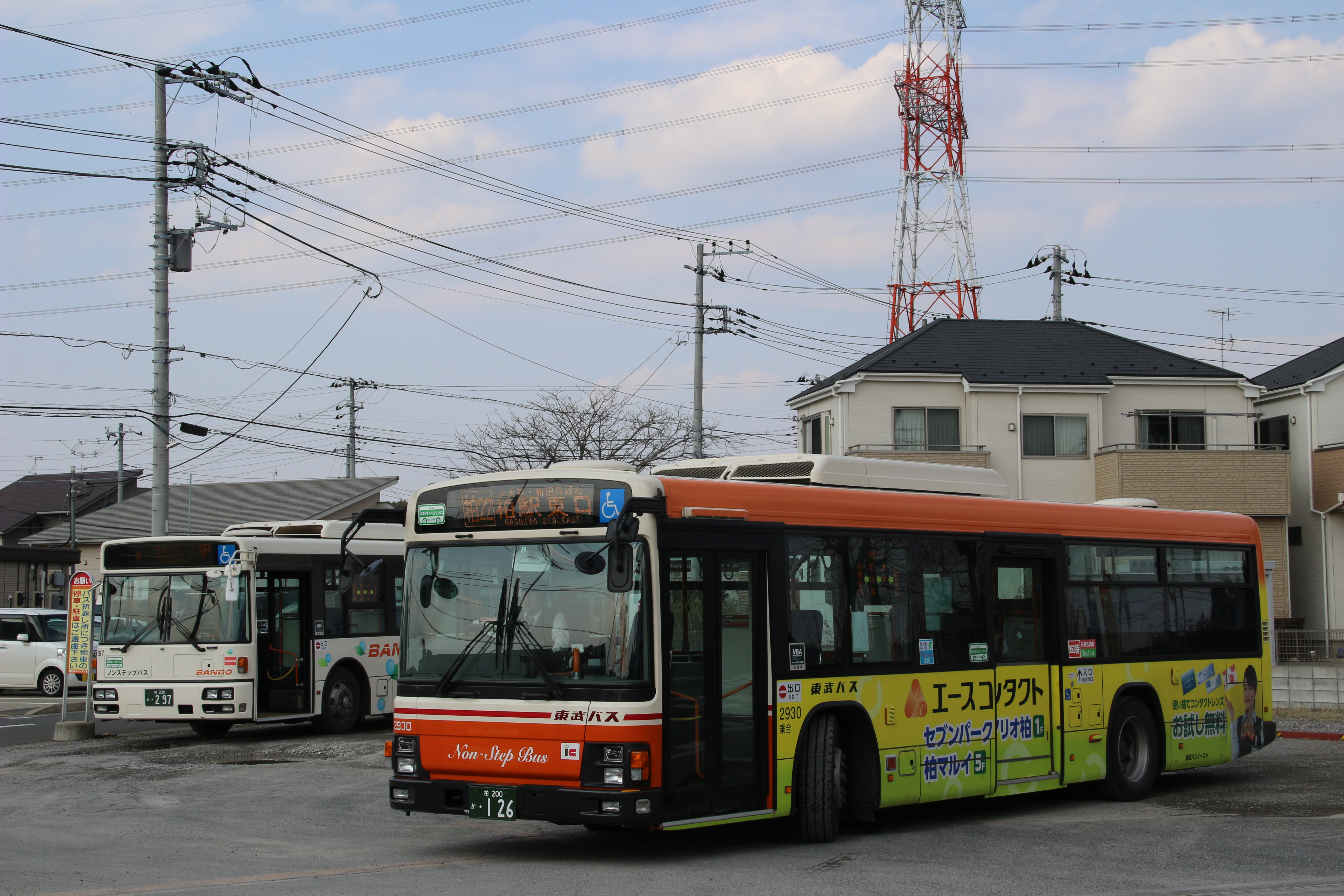
阪東バスの湖南台線（通称：手賀の杜線）の手賀の杜ニュータウンにある操車所は東武の小野塚台線と共用。

- AB15：我孫子駅 - 第一小学校 - 市役所 - 手賀の杜プラザ - 手賀の杜ニュータウン

手賀大橋南側に位置する手賀の杜プラザと我孫子駅を結ぶ路線で、2005年7月1日に開通した。通称は手賀の杜線。我孫子駅を発着する系統では現在唯一の第一小学校経由である。手賀の杜プラザ付近にはもともと東武が走っていたが、この路線の開通時点では特に変化が無かった。
2007年6月18日には手賀の杜ニュータウンまで延伸した。終点の手賀の杜ニュータウンバス停は、東武バスの小野塚台バス停と隣接しており、東武の方は柏駅東口発着である。この路線の開通により8（現・AB14）と重複する市役所バス停は上下両車線どちらの停留所にも我孫子駅行きのバスが発着することとなった。また、並塚バス停は市役所側のポールには停車せず、第一小学校側のポールにのみ停車する。2010年7月26日より、我孫子駅発23時 - 24時台が積極的に運行されるようになった。運賃の深夜上乗せはなかったが、新型コロナウィルス以降は深夜帯の運行を縮小している。

### 南青山線、南青山循環線
- TK67：天王台駅北口 - 南青山西(南青山線)
- TK66：天王台駅北口→南青山西→川村学園女子大学→天王台駅北口(南青山循環線)
- TK65：天王台駅北口→川村学園女子大学→南青山西→天王台駅北口(南青山循環線)

南青山循環線は、2006年2月に新設された。途中狭い道を通ることから、小型のバスを使用していたが、開設以来住宅が増えず朝夕の一部時間帯を除いて青山入口 - 南青山西の区間利用者が極端に少なく狭隘区間を通る青山西屋敷経由を2015年9月7日廃止し、南青山西経由だけにして午前中は中型車を乗り入れ、午後からは小型車で運行するようになった。

### 天王台NEC線
- TK63：NEC日本電気前 - 天王台駅北口

### 柏ウェルネス線
- KH52（柏52）：ウェルネス柏 - 慈恵医大柏病院 - 柏ふるさと公園入口 - 東上町 - 柏駅東口(平日のみ)
- KH51（柏51）：柏ふるさと公園入口 - 東上町 - 柏駅東口

### あけぼの山線
- AK33（AK33）：我孫子駅北口 - 我孫子ビレジ - あけぼの山公園入口 - あけぼの山農業公園

### コミュニティバス・自主運行バス

#### 我孫子市
我孫子市より市民バス「あびバス」の運行を受託している。あびバスには「市-×」（数字部は10以上の場合のみ2桁で「市-××」）といったパターンの社内番号が振られていた。旅客案内向けの系統番号は2025年8月の系統番号再編の時点では付与されていない。各運行系統についてはあびバスを参照。
このほか、以下の系統（旧・布73）を2024年9月2日より廃止代替バスの「我孫子市布佐ルート実証運行バス」として受託運行している。運行開始当初より2025年8月の系統番号再編後の現在まで系統番号は付与されていない。
- 布佐駅南口 - 新木駅入口 - 湖北駅北口 - 中峠 - 川村学園女子大学 - NEC日本電気前 - 天王台駅北口

#### 柏市
永らく、阪東自動車ではコミュニティバスは我孫子市（あびバス）のみを担当していたが、2023年11月20日からは柏市のコミュニティバスである「かしわコミュニティバス（ワニバース） 市役所ルート」も受託運行を開始した。運行は平日のみである。こちらはあびバスと異なり運行開始当初より旅客案内向けの系統番号が「柏56」と付されており、2025年8月の系統番号再編で「KH56」となった。
- KH56（柏56）：柏駅東口 - 柏市役所本庁舎 - ウェルネス柏

## 廃止路線
廃止日は当該ダイヤ改正日で表記。最終運行は毎日運行の場合その前日となる。
前述のとおり、数字のみの系統番号は社内番号であり旅客向けには案内されなかった。
布佐我孫子線
- 1[27]：布佐駅南口 - 中峠 - 東我孫子 - 天王台駅 - 東我孫子車庫 - 市役所 - 我孫子駅
  - 2013年5月11日廃止

布佐車庫線
- 布74：布佐駅南口 - 湖北駅北口 - 中峠 - 東我孫子 - 天王台駅 - 東我孫子車庫
  - 2019年10月19日廃止[28]

布佐天王台線
- 布73：布佐駅南口 - 新木駅入口 - 湖北駅北口 - 中峠 - 川村学園女子大学 - NEC日本電気前 - 天王台駅北口
  - 2024年9月2日廃止
  - 阪東にはもともと我孫子駅 - 木下駅線があったが、布佐スポーツ線が開通した際に布佐消防署から分岐して布佐駅南口に乗り入れるようになったのが布佐我孫子線「1」、布佐車庫線「布74（旧・2）」、布佐天王台線「布73（旧・3）」である。
  - 開通当初は我孫子駅からの直通が多く、1時間に1本程度あったが、湖北我孫子線等と同様に我孫子 - 湖北・新木・布佐というバスの利用はほとんどないため、2019年10月19日以降は全便が天王台駅での折り返しである。並行する成田線の運行頻度より少ないため、独自区間の乗客は少なく、徐々に減便されている。我孫子駅発着で布佐駅南口と結ぶ布佐我孫子線（1）は2013年5月10日をもって、東我孫子車庫発着で布佐駅南口と結ぶ布佐車庫線（布74）は2019年10月18日をもって廃止された。布73は東我孫子経由天王台駅発着だったが2019年10月19日よりNEC日本電気前経由天王台駅北口発着に変更[28]。
  - 2024年9月2日より、阪東の一般路線（布73）としては廃止となり、前述のとおり我孫子市からの委託路線「我孫子市布佐ルート実証運行バス」としての運行に変更された[23]。利用者数低迷からの措置であり、平日のみの運行となった[24]。実証運行期間は半年で、以降は乗客からのアンケートなどをもとに今後の運行計画を決めるとのことである。

新木スポーツセンター線
- 6[27]：スポーツセンター前 - 新木駅南口
  - 2013年5月11日廃止

車庫我孫子線
- 7[27]：東我孫子車庫 - 第一小学校 - 我孫子駅

博物館線
- 9[27]：天王台駅 - 鳥の博物館前 - 我孫子駅
  - 2021年9月4日休止[29]
  - 我孫子駅から若松・鳥の博物館を経由して天王台駅に至る路線。高野山新田地区には「我孫子市鳥の博物館」、「手賀沼親水広場」、「水の館」といった施設があるが、従来バス路線がなかったことから利用者は不便をかこっていた。このため、我孫子市らの路線開設要請を受け、2007年8月から、8（現・AB14）の一部便を差し替える形で運行を開始した。土曜・休日の日中帯に、おおむね毎時1本運行されていた。

天王台我孫子線
- 10[27]：天王台駅 - 東我孫子車庫 - 市役所 - 我孫子駅

北口あけぼの線
- AK32：我孫子駅北口 - つくし野入口 - あけぼの山公園入口
  - 2025年6月1日廃止[20]

我孫子あけぼの線
- 13[27]：我孫子駅 - 我孫子ビレジ - あけぼの山公園入口
  - 2021年5月31日廃止

湖北東我孫子線
- 14[27]：湖北駅南口 - 湖北台八丁目 - 中央学院高校 - 東我孫子

湖北我孫子線
- 19[27]：湖北駅南口 - 湖北台八丁目 - 中央学院高校 - 東我孫子 - 天王台駅 - 東我孫子車庫 - 第一小学校 - 我孫子駅

大和団地線
- 24[27]：大和団地 - 川村学園女子大学 - NEC日本電気前 - 天王台駅北口
  - 2025年3月15日廃止
  - 前日の運行を最後に川村学園線が延長運転する形の路線であった大和団地線が運行を終了、大和団地・大和団地入口の2停留所が廃止。大和団地線のダイヤは川村学園線に振り替えられた[30]。

柏入口車庫線
- 33[27]：東我孫子車庫→沼南庁舎バス乗継場→大津ヶ丘団地→新中井→東上町→柏駅入口
  - 2013年1月20日廃止
  - 29（現・柏54）が柏駅入口発から柏駅東口発サンサン通り経由となった際に柏駅東口行きの31（現・KH54）に統合。

柏入口大津線
- 34[27]：大津ヶ丘団地→新中井→東上町→柏駅入口
  - 2013年1月20日廃止
  - 30（現・柏55）が柏駅入口発から柏駅東口発サンサン通り経由となった際に柏駅東口行きの32（現・KH55）に統合。

北柏守谷線
- 37：パークシティ守谷 - 向山 - 北柏駅
- 38：パークシティ守谷 - 戸頭団地西 - 北柏駅
  - 2005年11月1日撤退
  - 2002年4月1日に東武鉄道より移管された系統で、関東鉄道と共同運行だった。東武時代は37が北柏03系統、38が北柏04系統だったが、引き継がれず、共同運行先である関東鉄道と同様に阪東自動車では系統番号は案内されなかった。また、この移管により、東武鉄道運行便では利用可能であったバス共通カードも、一切利用不可となった。2005年の阪東自動車共同運行撤退後も、関東鉄道により単独運行されていたが、2010年1月1日に廃止された。阪東自動車では、茨城県に乗り入れる唯一の路線であった。

南青山循環線
- 45[27]：天王台駅北口 - 南青山西 - 青山西屋敷 - 川村学園女子大学 - 天王台駅北口
  - 2015年9月7日廃止[31]

天王台けやき通り線
- 46[27]：けやき通り - 中央学院高校 - 東我孫子 - 天王台駅

NEC湖北線
- 46[32]：湖北駅南口 - 川村学園女子大学 - NEC日本電気前
  - 2013年5月11日廃止[33]
  - NEC湖北線は、NEC日本電気前を発車して湖北台団地を内回り経由にて湖北駅南口に至る路線だった。ニュー東豊が突如路線を休止した影響で成田線を利用してNEC我孫子事業所へ通勤する社員達が不便になった事で急遽、阪東自動車が肩代わりすることになり2009年3月2日にNEC湖北線として平日朝夕のみの運行で開通した[34]。社内番号は天王台けやき通り線に割り当てられていた46である。朝はNEC日本電気方向、夕は湖北駅南口方向のみと、ラッシュに応じた片方向運行となっていたが、湖北駅北口ロータリーが整備されたため系統再編により廃止。天王台北口 - NEC日本電気前 - 中峠 - 湖北駅北口のNEC湖北駅北口線として46の社内番号を引き継いで平日のみ運行されている。

NEC湖北駅北口線
- 46[35]：湖北駅北口 - 中峠 - 川村学園女子大学 - NEC日本電気前 - 天王台駅北口（平日の朝のみ運行）
  - 2024年9月2日廃止
  - 布佐天王台線（布73）すなわち現在の布佐ルート実証運行バスの区間便。湖北駅北口のロータリー整備事業の完成に伴い、2013年5月11日にNEC湖北線をNEC日本電気前から天王台駅北口まで延伸するとともに一部を布佐線と同じ経路に変更する形で当路線が新設された。社内番号はNEC湖北線の46を引き継いだ。主に成田線を利用するNEC通勤者や布佐線の岡戸坂上 - 角川商店前までの利用者の利便性向上を目的として開設され、同日より布佐線も湖北駅北口へ乗り入れていた。平日のみの運行で、かつては朝夕10便の運行であったがダイヤ改正ごとに減便され、2024年3月時点で朝の天王台駅方向1便・湖北駅方向2便のみの運行となっていたが、布73の実証運行バス化に合わせて廃止された。

柏ウェルネス線
- 49[35]：柏駅東口→サンサン通り→東上町→柏ふるさと公園入口→慈恵医大柏病院→ウェルネス柏
  - 2015年1月13日廃止
  - 休日の運行区間短縮のため40（現・KH51）に統合。
  - 2010年5月10日、40（現・KH51）を一部延伸する形で新設。2013年1月20日より柏駅入口発から柏駅東口発サンサン通り経由に変更。

あけぼの山線
- AK34：我孫子駅北口 - つくし野入口 - あけぼの山公園入口 - あけぼの山農業公園
  - 2025年6月1日廃止[20]

## 車両

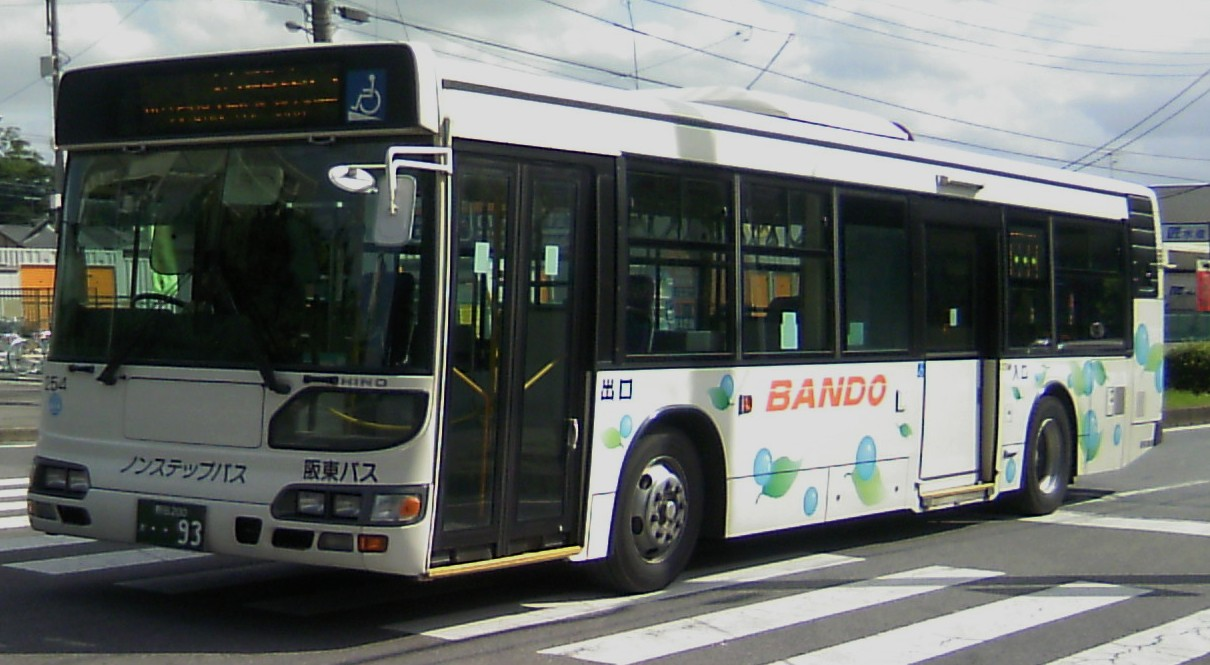
阪東自動車の日野自動車製大型路線車

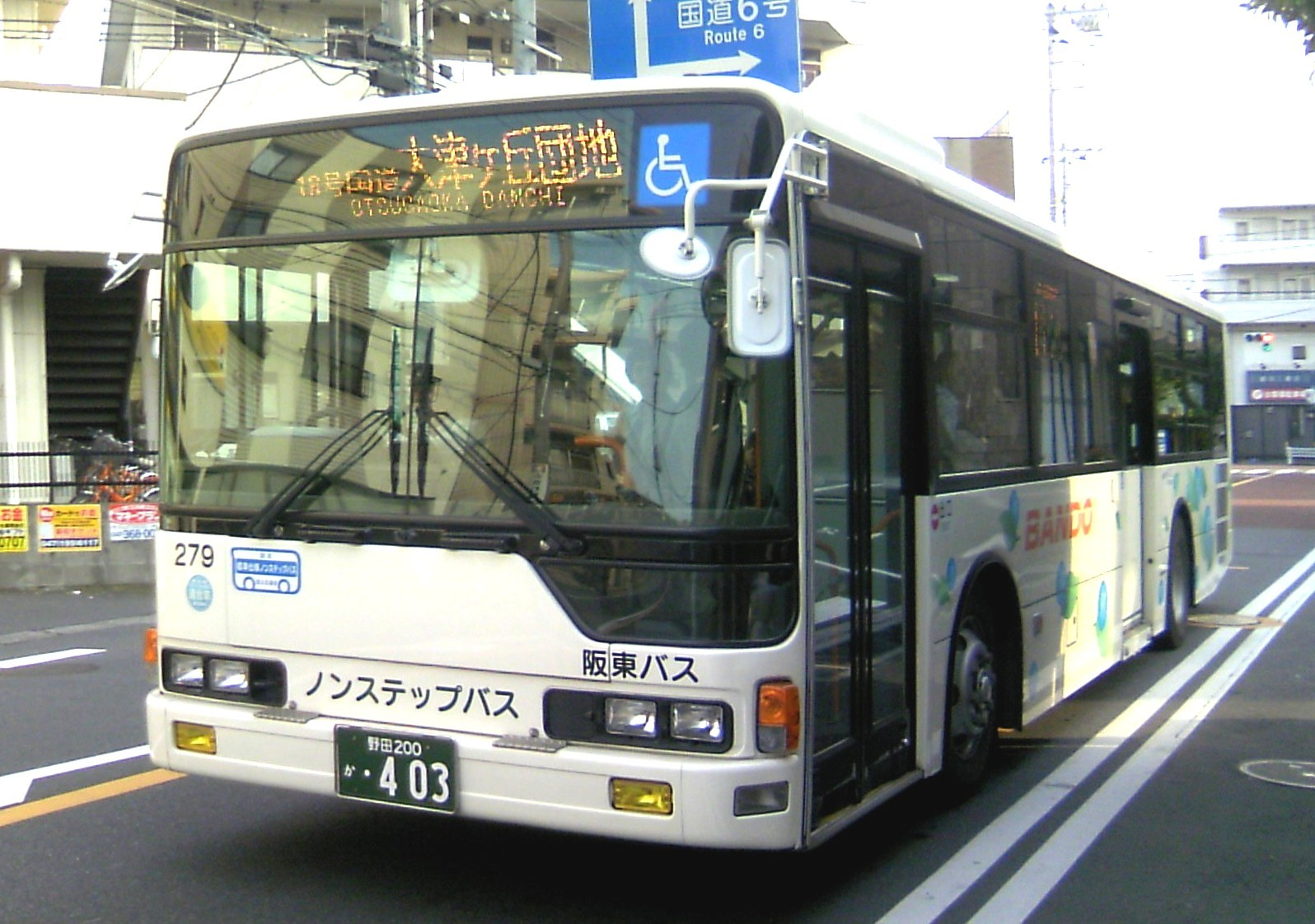
東武系列では異例の三菱ふそう製大型路線車
（2008年7月撮影）

一般路線車は創業以来、日野自動車製の車両が主流であり、日野製シャーシに富士重工業の車体を架装した「日野富士」と呼ばれる車両を好んで導入していたが、2009年に全廃された。最後の導入は1996年式のKC-HT2MMCA（現在は全廃）で、富士重工業はその2年後に日野シャーシへのバスボディ架装を終了している。
阪東自動車で廃車された「日野富士」の中には、地方の事業者へ譲渡され熊本バスなど2018年現在も現役の車両もある。熊本バスには同じく阪東から移籍した日野純正車体車も在籍し、独特なスタイルで存在感を発揮している。
昭和の終わり頃までは、千葉県内の東武バス（当時は東武鉄道直営）と同じく前後扉（後乗り・前降り）を多く採用していた。後に前中扉の車両が主力になり、着色ガラスのメトロ窓に中扉4枚折戸という阪東自動車独自スタイルの車両が多く在籍した。ノンステップバスは2000年～投入が開始され、初期に当たるいすゞ・キュービックノンステップでは、東武バスが導入したことで「東武面」と呼ばれる前面2枚窓（ジャーニーKタイプ）を採用した。また、関東地区のバス事業者の中で最初に冷房化100%を達成した。阪東自動車独自の特徴として、後面にも前面並の大型行き先表示を設置していることが挙げられる。
車両メーカーは東武系列のバス事業者では珍しく、日野・いすゞ・日産ディーゼル・三菱ふそうの国内4メーカーの車両を揃えている。UDトラックスがバス製造事業から撤退するまでは、大型車ではスペースランナーRAを主力とし継続して導入しており、その仕様（トルコンAT、着色ガラス）とともに東武系列としては珍しい車種選択を行っている。
一般路線車の車体色は、以前は東武の旧塗色（ブルーとクリームのツートンカラー）に似たカラーリングであったが、ワンステップバス導入を契機に現在の独自カラーを採用した。
コミュニティバス専用の小型車については各路線記事を参照。